# НВ (издание)
New Voice, ранее — «Новое время» (полностью — «New Voice of Ukraine») — украинский еженедельный общественно-политический журнал и информационно-новостной интернет-ресурс. Главный редактор — Виталий Сыч. Заместитель главного редактора — Анна Мороз. С 12 августа 2021 года журнал издавался на украинском языке (до этого выходил на русском языке) и выходил каждый четверг. Первый выпуск журнала вышел 16 мая 2014 года тиражом более 18 тысяч экземпляров. Сайт «nv.ua» запущен в июне 2014 года и в настоящее время представлен в трёх языковых версиях — украинской, английской и русской. 1 августа 2016 года издание представило новую электронную версию, в которой представлены все номера журнала также на 2-х языках — русском и украинском. В феврале 2020 года ввёл подписку для доступа к части контента (пейволл).

## История
Журнал создан 30 апреля 2014 года командой журналистов, которые в течение 10 лет работали над русскоязычным украинским журналом «Корреспондент». С 2003 по 2013 год журнал был лидером в своём сегменте, но в середине 2013 года ситуация резко изменилась, в связи с покупкой издательства Сергеем Курченко, олигархом времён президентства Виктора Януковича. Все журналисты во главе с главным редактором Виталием Сычом в знак протеста оставили работу в «Корреспонденте».
Так появился журнал и сайт «Новое время». Инвестором нового проекта стал чешский бизнесмен Томаш Фиала, глава инвестиционной компании Dragon Capital и президент Европейской бизнес ассоциации.
В журнале и на сайте освещаются события и явления на Украине и в мире, их анализ, интервью со звёздами политики и общества, репортажи из горячих точек, а также колонки от лидеров мнений.
Еженедельные выпуски журнала содержали:
- обзор событий недели;
- расследования;
- репортажи с войны;
- авторские материалы и колонки (Виталий Сыч, Сергей Жадан, Александр Пасховер, Сергей Лещенко, Виталий Портников, Евгений Киселёв, Анастасия Береза, Иван Яковина, Кристина Бердинских и другие);
- интервью с людьми культуры, политики, бизнеса;
- темы экономического и культурного развития страны.

За год существования журнал «Новое время» был признан одним из лучших медийных стартапов 2015 года, а главный редактор Виталий Сыч победил в номинации «Лучший деловой редактор»
В ноябре 2015 статья журналиста Павла Добровольского о Донецком аэропорте вошла в ТОП-5 на международном журналистском конкурсе Writing for CEE Архивная копия от 19 ноября 2015 на Wayback Machine (англ.).
В июне 2014 года стартовал также интернет-проект «Новое время». Сайт представлен в трёх языковых версиях и состоит из трёх основных частей — ленты новостей, эксклюзивных, авторских материалов и блогов лидеров мнений; также на страницах сайта публикуются материалы печатного журнала. Руководителем онлайн-проекта стал бывший главный редактор Bigmir)net Олег Лысенко. К первой годовщине начала Евромайдана на сайте журнала появился специальный проект воспоминаний о Майдане.
К концу 2020 года связка журнала и сайта стала прибыльной, порядка 12 тысяч человек платили за подписку на сайт стоимостью 49 гривен ежемесячно.
С августа 2021 года печатный журнал становился полностью украиноязычным.
В конце июля был опубликован редакционный кодекс, в котором указаны миссия, ценности и придерживаемые стандарты. В документе содержится 11 разделов.
30 декабря 2022 г. в ходе российского вторжения на Украину было объявлено о смене бренда «НВ» («Новое время») на аналогичные латинские буквы NV (New Voice).

## Главный редактор
Виталий Сыч — c 2014 года по настоящее время.
NV.ua — Юлия Макгаффи.

## Награды
В 2019 году «Новое время» получило премию «Свободная пресса Восточной Европы» от германского фонда Zeit-Stiftung и норвежского фонда Fritt Ord как «независимое еженедельное издание, печатающее критические материалы, а также результаты журналистских расследований о коррупции и злоупотреблениях политиков и госслужащих».